# Ermita de San Roque (Benafer)
La ermita de San Roque de Benafer, en la comarca del Alto Palancia, provincia de Castellón, España, es un templo católico que está catalogado como Bien de Relevancia Local con código identificativo: 12.07.024-002, según consta en la Dirección General de Patrimonio Artístico de la Generalidad Valenciana.

## Descripción
Para llegar a la ermita es preciso coger la carretera del Ragudo, CV-211, la cual hay que abandonar para acceder a un camino que asciende, entre campos de cultivo, la colina (conocido como Monte San Roque), y aproximadamente a un quilómetro de la población está el lugar de culto, teniendo que hacerse, al menos el último tramo a pie. Se ubica el edificio en una pequeña plazoleta desde la que se puede admirar el paisaje de la zona.
La ermita es de pequeñas dimensiones y planta rectangular, de fábrica de mampostería, con revoque, que antiguamente estaba pintada de blanco, pero tras una intervención se dejó a la vista el acabado sin pintar.
Externamente la cubierta es a dos aguas y se remata con tejas. La fachada presenta una sencilla espadaña, de ladrillo, situada en el hastial de la misma, para una sola campana, San Roque, del fundidor Hermanos Roses, de Silla, datada en 1953, con un diámetro de 25 centímetros y un peso de nueve kilos. La espadaña se remata con una sencilla cruz de forja.
Como curiosidad constructiva hay que señalar la presencia de un muro de contención del viento que se levanta a la izquierda de la fachada principal, según mira el espectador. Hay autores que consideran que pueda ser un vestigio de la existencia de otras dependencias anexas, aunque la protección contra el viento es necesaria en la zona.
La puerta de acceso (que es de madera, y se sitúa a los pies del templo, siguiendo el eje del tejado) es adintelada y a ambos lados se presenta un poyo corrido que abarca el muro de contención inclusive; y en el lateral derecho, según mira el espectador, se abre una pequeña ventana baja, cuadrada y con reja; siendo ésta toda la decoración que presenta externamente la ermita, ya que aunque tiene contrafuertes, estos no pueden considerarse elemento decorativo.
Interiormente, la nave única se divide en dos crujías, con soportes en los propios muros de la ermita y un arco de medio punto. La cubierta interior, que es fruto de una intervención anterior, es a dos aguas presentando viga central de madera. También interiormente existe un banco corrido a lo largo del perímetro, y en el testero (o cabecera de la ermita), sobre una peana se contempla un retablo cerámico moderno, en el que se puede ver la imagen del santo y una leyenda: “San Roque, al enfermo y afligido hacedle vuestro favor”.
La fiesta de San Roque es el día 16 de agosto y para celebrarlo se realizan actos en la ermita, se celebra una misa,hay bailes populares frente al templo, etc.